# Heneage Finch (1er comte d'Aylesford)
Pour les articles homonymes, voir Heneage Finch.
Heneage Finch (1649 - 22 juillet 1719) est un noble anglais, avocat et homme d'état.

## Famille
Il est le second fils de Heneage Finch (1er comte de Nottingham), il fait ses études à Westminster School et à Christ Church, à Oxford, où il est inscrit le 18 novembre 1664. En 1673, il devient avocat à l'Inner Temple; conseil du roi en 1677; et, en 1679, au cours de la chancellerie de son père, est nommé solliciteur général. Il est élu au parlement pour l'Université d'Oxford, et en 1685 pour Guildford.

## Carrière
En 1682, il représente la couronne dans le procès contre la Corporation de Londres, et l'année suivante dans la poursuite de Lord Russell. En 1684, dans le procès d'Algernon Sydney, il soutient que le traité inédit de l'accusé est un acte manifeste, et appuie l'avis de Jeffreys que scribere est agere (écrire, c'est agir). La même année, il est l'avocat de Jacques II dans son action réussie contre Titus Oates pour diffamation, et en 1685 poursuit Oates pour parjure.
Finch, bien qu'il soit un Conservateur et un avocat de la couronne, est un fervent ecclésiastique. En 1686, il refuse de défendre l'ordre royal de distribution de puissance et est démis par le roi. Il est le principal conseiller en juin 1688 pour les Sept Évêques, quand il expose et attaque la distribution de puissance, mais ses erreurs tactiques sont près de faire perdre la cause à ses clients.
Il est de nouveau élu pour l'Université d'Oxford dans le Parlement de la convention, et siège jusqu'à son élévation à la pairie, en 1698. Il n'est pas un partisan de la Maison d'Orange, et a plaidé pour une régence après le départ de Jacques II. Il est l'un des rares qui, à la Chambre des Communes, s'oppose au vote déclarant que Jacques II a rompu le contrat entre le roi et le peuple et que le trône est vacant. Il n'a pas obtenu de poste au cours du règne de William, et il est décrit par John Macky comme un grand opposant de l'administration.
En 1689, il vote pour le renversement de Lord Russell, et il s'efforce de défendre sa conduite dans le procès. En 1694, il défend les banquiers contre la couronne.
En 1703, il est créé baron de Guernesey et conseiller privé, et après l'accession au trône de George Ier en 1714, il est comte d'Aylesford, et reconduit au poste de conseiller privé et fait de Chancelier du duché de Lancastre, poste qu'il conserve jusqu'en février 1716. Il est décédé le 22 juillet 1719.

## Mariage
Il épouse Elisabeth, fille et héritière de John Banks de Aylesford, par qui, en plus de six filles, il a trois fils, dont l'aîné, Heneage, lui succède comme 2e comte de Aylesford. Le 2e comte meurt en 1757, et depuis cette date, le comté est tenu par ses descendants directs, dont six ont porté le prénom de Heneage.
Avec Elizabeth Banks, il a :
- Heneage Finch (2e comte d'Aylesford) (1683-29 juin 1757)
- Anne Finch (d. 30 novembre 1751)
- John Finch
- Frances Finch (d.21 mars 1759)
- Elizabeth Finch (1679 - 26 février 1757)[2]

## Travaux
Selon Jean Macky (Mémoires, p. 71; publié par Roxburghe Club, 1895), il est l'un des plus grands orateurs en Angleterre et un bon avocat. Son cabinet travaille pour la couronne et la juridiction de l'église. Beaucoup de ses arguments juridiques sont imprimés dans Procès d'État (cf. esp. viii. 694, 1087, ix. 625, 880, 996, X. 126, 319, 405, 1199, xii. 183, 353, 365). Wood lui attribue la paternité d' Un Antidote contre le Poison . . .Remarques sur un Document imprimé par Dame (Rachel) Russel (1683), dans Procès d'État (ix. 710), Sir Bartholomew Douche; mais voir l'allusion à la page. 753.